# Сельское поселение Ульянинское (Московская область)
Сельское поселение Ульянинское — упразднённое муниципальное образование (сельское поселение) в Раменском муниципальном районе Московской области России.
Административный центр — село Ульянино.

## История
Образовано 1 января 2006 года законом Московской области от 25 февраля 2005 года № 55/2005-ОЗ «О статусе и границах Раменского муниципального района и вновь образованных в его составе муниципальных образований» в ходе муниципальной реформы.
4 мая 2019 года Раменский муниципальный район был упразднён, а все входившие в него городские и сельские поселения объединены в новое единое муниципальное образование — Раменский городской округ.
Глава сельского поселения — Анурьев Сергей Владимирович. Адрес администрации: 140167, Московская область, Раменский район, с. Ульянино, д. 26.

## Население
| 2007  | 2008  | 2009  | 2010  | 2011  | 2012  | 2013  | 2014  | 2015  |
| ----- | ----- | ----- | ----- | ----- | ----- | ----- | ----- | ----- |
| 3760  | ↗3777 | ↗3820 | ↗4203 | ↗4239 | →4239 | ↗4243 | ↗4244 | ↗4286 |
| 2016  | 2017  | 2018  | 2019  |       |       |       |       |       |
| ↗4413 | ↗4538 | ↗4635 | ↗4759 |       |       |       |       |       |

## География
Расположено в южной части Раменского района. На востоке граничит с сельским поселением Никоновским, на севере — с сельским поселением Рыболовским, на востоке — с сельским поселением Фединским Воскресенского района, на юге — с сельским поселением Аксиньинским Ступинского района. Площадь территории сельского поселения — 9922 га.

## Состав сельского поселения
В состав сельского поселения входят 20 населённых пунктов упразднённой административно-территориальной единицы — Ульянинского сельского округа:
| №  | Населённый пункт | Тип населённого пункта       | Население |
| -- | ---------------- | ---------------------------- | --------- |
| 1  | Аргуново         | деревня                      | ↗58       |
| 2  | Бубново          | деревня                      | ↗66       |
| 3  | Булгаково        | деревня                      | ↗64       |
| 4  | Давыдово         | село                         | ↗187      |
| 5  | Костино          | деревня                      | ↗29       |
| 6  | Лаптево          | деревня                      | ↗11       |
| 7  | Лысцево          | деревня                      | ↗44       |
| 8  | Никитское        | село                         | ↘1197     |
| 9  | Новомайково      | деревня                      | ↗41       |
| 10 | Новомарьинка     | деревня                      | ↗14       |
| 11 | Першино          | деревня                      | ↗61       |
| 12 | Поддубье         | деревня                      | ↗37       |
| 13 | Ремзавода        | посёлок                      | ↗629      |
| 14 | Старомайково     | деревня                      | ↗34       |
| 15 | Степановское     | село                         | ↗199      |
| 16 | Ульянино         | село, административный центр | ↗1139     |
| 17 | Фоминское        | деревня                      | ↘335      |
| 18 | Юрасово          | деревня                      | ↗31       |
| 19 | Юсупово          | село                         | ↗16       |
| 20 | Яньшино          | деревня                      | ↗11       |